# Nave de turbinas de la empresa AEG
La nave de turbinas de la empresa AEG (en alemán: AEG Turbinenhalle) de Berlín (Alemania), es un edificio proyectado por el arquitecto Peter Behrens (1868-1940). Se trata de uno de los edificios fundamentales del protorracionalismo precursor de las ideas de Le Corbusier, Walter Gropius y Mies van der Rohe.
Construida entre 1909-1910 en el barrio de Berlin-Moabit, la nave de turbinas de la Allgemeine Elektrizitäts-Gesellschaft tiene una planta rectangular de 124 metros de longitud y 25 metros de alto y, junto al conjunto de trabajos del arquitecto, está considerado el primer diseño industrial integral de la historia.
En 1939 se amplió a 247 metros por los arquitectos Jacob Schallenberg y Paul Schmidt. 
Behrens no trabajó en la firma sino como consultor artístico. Posteriormente fue llamado por Albert Speer, pero fue rechazado por Alfred Rosenberg. Murió en Berlín en 1940.
Actualmente pertenece a Siemens AG.

## Literatura
- Jürgen Tomisch: Bezirk Mitte. Ortsteile Moabit, Hansaviertel und Tiergarten. In: Landesdenkmalamt Berlin (Hrsg.): Denkmale in Berlin. Michael Imhof Verlag, Petersberg 2005, ISBN 3-86568-035-6, S. 292–298